# Stari Jankovci
Stari Jankovci – wieś w Chorwacji, w żupanii vukowarsko-srijemskiej, w gminie Stari Jankovci. W 2011 roku liczyła 1429 mieszkańców.